# بنجامين لاينس
بنجامين لاينس (بالإنجليزية: Benjamin Linus)‏ (يختصر بـ: بين) Ben - المعروف أيضاً بـ هنري غيل، هو أحد شخصيات المسلسل الأمريكية لوست الذي عُرض على هيئة الإذاعة الأمريكية (بالإنجليزية: ABC)‏. يلعب دوره الممثل الأمريكي مايكل إميرسون.

## الشخصية
أوقعت به المرأة الفرنسية دانييل روسو وكان مرسلاً في مهمة وحين خضع لإستجواب أبطال المسلسل: إدعى إن اسمه (هنري غيل) وأنه قد سقط ببالون على الجزيرة ورسم خارطة بذلك لكسب ثقتهم ولكنهم سريعا ماكشفوه ثم هرب بمساعدة مايكل.
وعرف في ما بعد أن اسمه الحقيقي هو بنجامين وهو قائد الآخرون.